# Haku Michigami
Haku Michigami (Japans: 道上伯, Hepburn: Michigami Haku) (Yawatahama, 21 oktober 1912 – Saitama, 4 augustus 2002) was een Japans judoka en judoleraar.

## Biografie
Michigami werd geboren op 21 oktober in Yawatahama, in de Ehime prefectuur. Op 13-jarige leeftijd begon Michigami met judo en een jaar later, in 1927, behaalde hij zijn eerste Dai Nippon Butoku Kai dan. Feitelijk was hij al in 1926 geslaagd voor het dan-examen, maar omdat hij nog zo jong was werd besloten hem pas de dan toe te kennen toen hij vijftien werd, waarmee hij nog steeds de jongste was aan wie de eerste dan ooit was toegekend. In 1929 behaalde hij zijn tweede dan. Michigami wilde graag emigreren naar de Verenigde Staten: hij rende weg van huis en verbleef bijna vijf maanden in de Osaka prefectuur en werkte hij als een bemanningslid op een vrachtschip. Daarna werd hij teruggebracht naar zijn ouders in Yawatahama. Hierna ging hij naar de middelbare school in Uwajima en werd hij geïnspireerd door judoleraar Noriaki Akamatsu.
In juli 1953 woonde Michigami in Kyoto alwaar hij les gaf op een judoschool. Hiermee kreeg hij veel bekendheid. Hij werd uitgenodigd om in Frankrijk judoles te geven en om judotechnieken te ontwikkelen. Vervolgens werd hij technisch directeur in Tunesië, Algerije en Marokko. Tevens is hij dertien jaar technisch bondsadvisuer geweest voor de Nederlandse Judobond, een rol die hij in 1956 kreeg. Daarnaast was hij trainer van onder andere Anton Geesink. Michigami heeft frequent workshops en trainingen gegeven in Engeland, Duitsland, Denemarken, Spanje, en Italië. In 1975 ontving hij de negende dan in judo, en in 1983 ontving hij de achtste dan in karate. In zijn gehele leven is Michigami ongeslagen gebleven.
Michigami stierf door hartfalen op 4 augustus 2002 in een ziekenhuis te Saitama op 89-jarige leeftijd. Hij is begraven in de Zōjō-ji-tempel te Minato.
- International Standard Name Identifier: 0000 0003 7639 6796
- Bibliotheek van het Japanse parlement: 00907310
- Virtual International Authority File: 253624517